# Ney (Jura)
Pour les articles homonymes, voir Ney.
Ney est une commune française située dans le département du Jura, la région culturelle et historique de Franche-Comté et la région administrative Bourgogne-Franche-Comté. 
Elle fait partie de la communauté de communes Champagnole Nozeroy Jura. Les habitants du village se nomment les Calins.

## Géographie
Commune proche de Champagnole, à quelque 35 kilomètres de la frontière suisse.

### Cadre géologique

Carte géologique simplifiée des unités structurales du massif du Jura.

Le village s'inscrit dans la grande région naturelle du Jura externe, où il s'est implanté au pied du plateau de Champagnole, dans la dépression de la combe d'Ain dominée par la côte de l'Heute qui sépare ce plateau de celui de Lons-le-Saunier. La carte géologique de Champagnole présente un sous-sol composé de terrains alluvionnaires glaciaires et des moraines. Implantée au débouché de la reculée de vers Cul, la commune est dominée au sud par un petit bombement nommé Bénédegand, correspondant à une butte-témoin isolée du plateau de Champagnole.

### Climat
Pour des articles plus généraux, voir Climat de la Bourgogne-Franche-Comté et Climat du département du Jura.
En 2010, le climat de la commune est de type climat de montagne, selon une étude du Centre national de la recherche scientifique s'appuyant sur une série de données couvrant la période 1971-2000. En 2020, Météo-France publie une typologie des climats de la France métropolitaine dans laquelle la commune est dans une zone de transition entre le climat semi-continental et le climat de montagne et est dans la région climatique  Jura, caractérisée par une forte pluviométrie en toutes saisons (1 000 à 1 500 mm/an), des hivers rigoureux et un ensoleillement médiocre. 
Pour la période 1971-2000, la température annuelle moyenne est de 9,2 °C, avec une amplitude thermique annuelle de 16,9 °C. Le cumul annuel moyen de précipitations est de 1 605 mm, avec 13,2 jours de précipitations en janvier et 10,3 jours en juillet. Pour la période 1991-2020, la température moyenne annuelle observée sur la station météorologique de Météo-France la plus proche, « Champagnole », sur la commune de Champagnole à 2 km à vol d'oiseau, est de 9,4 °C et le cumul annuel moyen de précipitations est de 1 573,2 mm. 
La température maximale relevée sur cette station est de 37,5 °C, atteinte le 24 juillet 2019 ; la température minimale est de −23,5 °C, atteinte le 24 décembre 2001,,. 
Les paramètres climatiques de la commune ont été estimés pour le milieu du siècle (2041-2070) selon différents scénarios d'émission de gaz à effet de serre à partir des nouvelles projections climatiques de référence DRIAS-2020. Ils sont consultables sur un site dédié publié par Météo-France en novembre 2022.

## Urbanisme

### Typologie
Au 1er janvier 2024, Ney est catégorisée commune rurale à habitat dispersé, selon la nouvelle grille communale de densité à sept niveaux définie par l'Insee en 2022.
Elle appartient à l'unité urbaine de Champagnole, une agglomération intra-départementale regroupant quatre  communes, dont elle est une commune de la banlieue,,. Par ailleurs la commune fait partie de l'aire d'attraction de Champagnole, dont elle est une commune de la couronne,. Cette aire, qui regroupe 43 communes, est catégorisée dans les aires de moins de 50 000 habitants,.

### Occupation des sols
L'occupation des sols de la commune, telle qu'elle ressort de la base de données européenne d’occupation biophysique des sols Corine Land Cover (CLC), est marquée par l'importance des territoires agricoles (60,1 % en 2018), en diminution par rapport à 1990 (62,3 %). La répartition détaillée en 2018 est la suivante : 
prairies (47,9 %), forêts (31,3 %), zones urbanisées (8,6 %), zones agricoles hétérogènes (7,9 %), terres arables (4,3 %). L'évolution de l’occupation des sols de la commune et de ses infrastructures peut être observée sur les différentes représentations cartographiques du territoire : la carte de Cassini (XVIIIe siècle), la carte d'état-major (1820-1866) et les cartes ou photos aériennes de l'IGN pour la période actuelle (1950 à aujourd'hui).

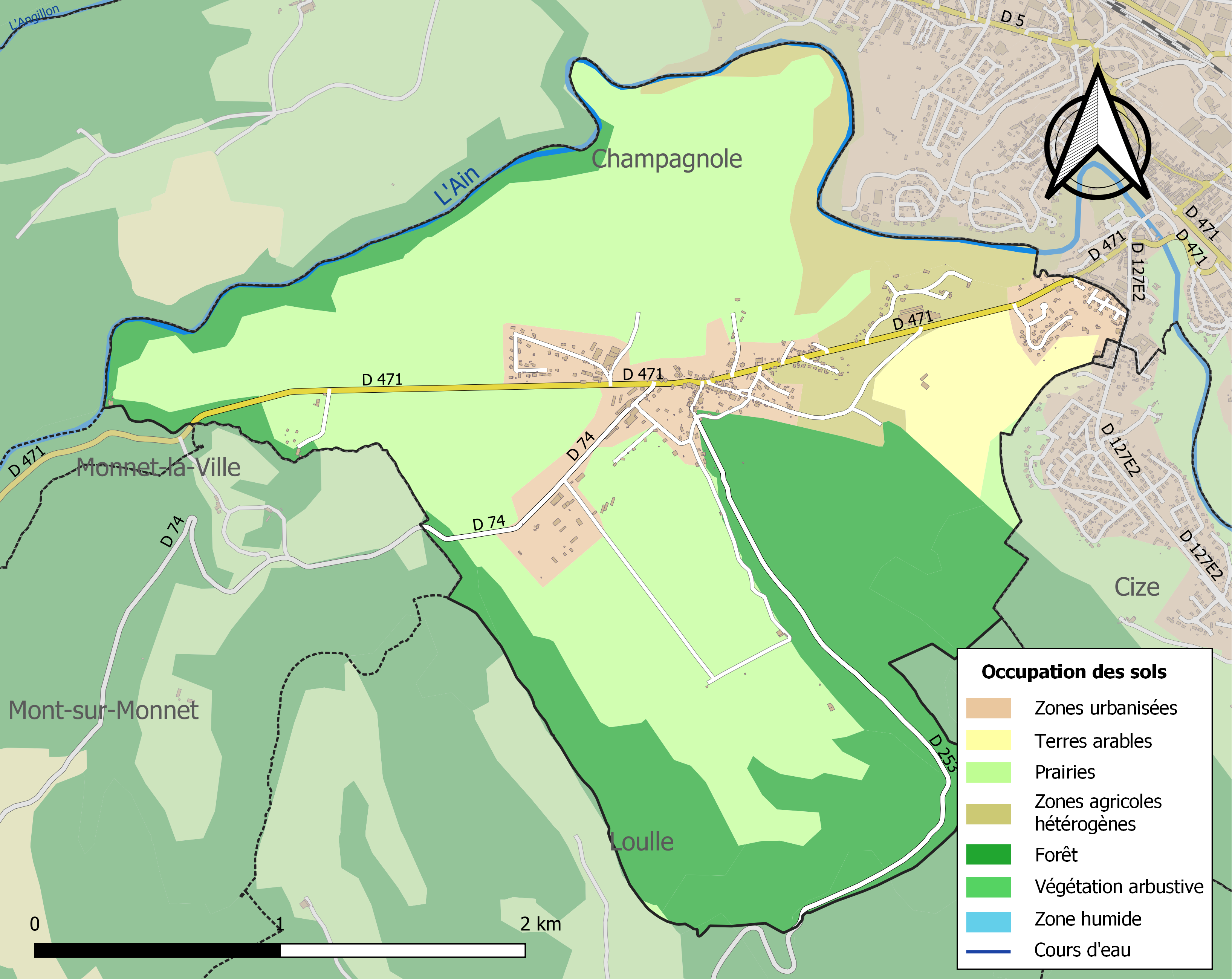
Carte des infrastructures et de l'occupation des sols de la commune en 2018 (CLC).

## Toponymie
D'après d'anciens documents, l'orthographe de la commune était "Nez". 

## Histoire
Au Moyen-Âge, l'ancien bourg était situé sur l'actuel cimetière et avait pour nom "Cognosch", pouvant être traduit par "coin connu".

## Héraldique
| Blason de Ney | Blason  | D'argent au cavalier gaulois au naturel, accompagné de trois fleurs de daphné de pourpre, boutonnées du champ, celles de la pointe plus grande; au comble du champ chargé de l'inscription « NEY » de sable. |
| Blason de Ney | Détails | Le statut officiel du blason reste à déterminer. |

## Politique et administration

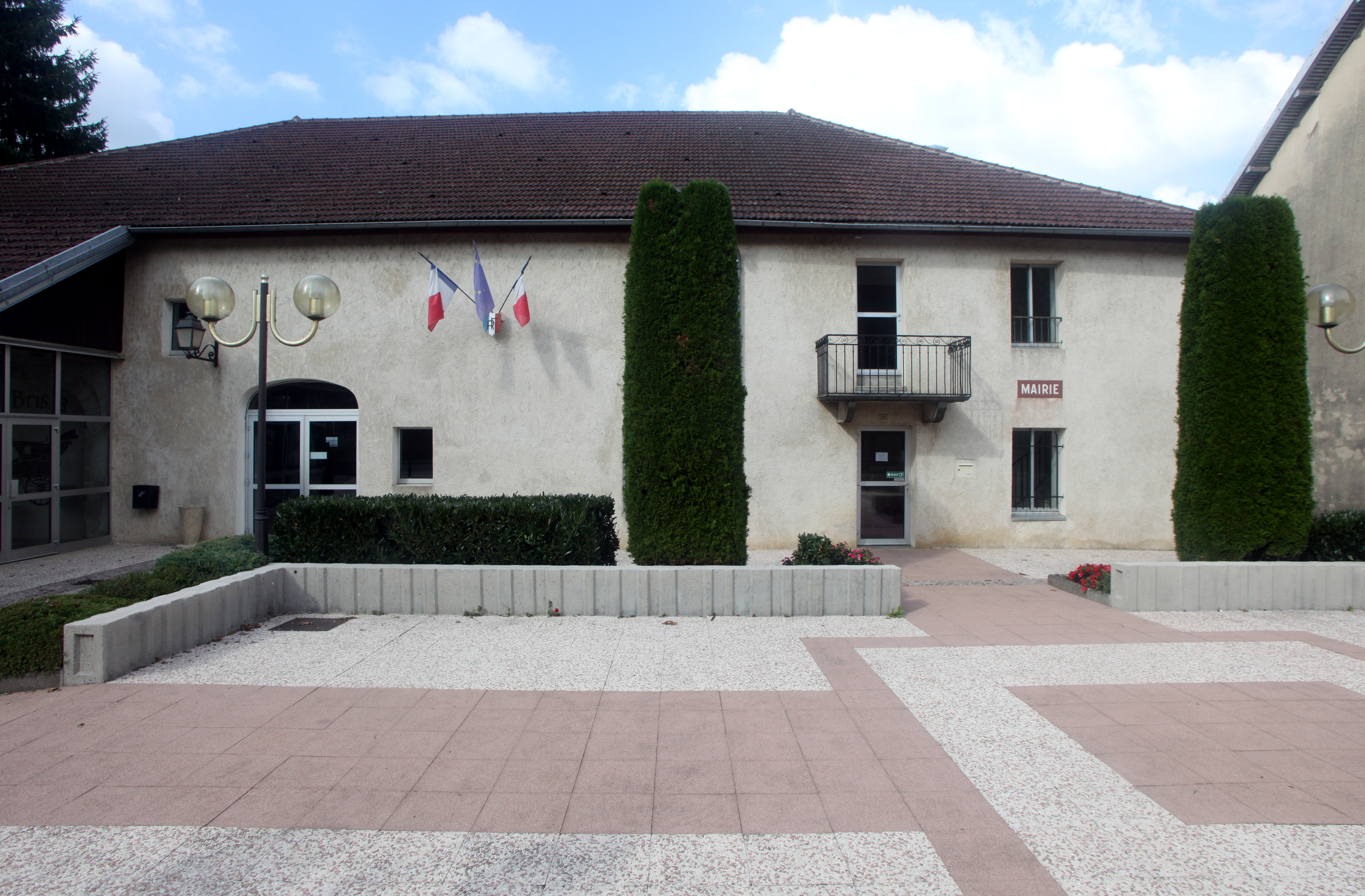
Mairie.

| Période   | Période  | Identité           | Étiquette   | Qualité         |
| --------- | -------- | ------------------ | ----------- | --------------- |
| mars 2001 | 2014     | Claude Bourgeois   |             |                 |
| mars 2014 | En cours | Gilles Grandvuinet | UMP puis LR | Agent technique |

## Démographie
L'évolution du nombre d'habitants est connue à travers les recensements de la population effectués dans la commune depuis 1793. Pour les communes de moins de 10 000 habitants, une enquête de recensement portant sur toute la population est réalisée tous les cinq ans, les populations de référence des années intermédiaires étant quant à elles estimées par interpolation ou extrapolation. Pour la commune, le premier recensement exhaustif entrant dans le cadre du nouveau dispositif a été réalisé en 2004.

En 2022, la commune comptait 597 habitants, en évolution de +5,48 % par rapport à 2016 (Jura : −0,81 %, France hors Mayotte : +2,11 %).
| 1793 | 1800 | 1806 | 1821 | 1831 | 1836 | 1841 | 1846 | 1851 |
| ---- | ---- | ---- | ---- | ---- | ---- | ---- | ---- | ---- |
| 340  | 351  | 344  | 288  | 363  | 405  | 396  | 428  | 413  |

| 1856 | 1861 | 1866 | 1872 | 1876 | 1881 | 1886 | 1891 | 1896 |
| ---- | ---- | ---- | ---- | ---- | ---- | ---- | ---- | ---- |
| 345  | 340  | 358  | 337  | 300  | 300  | 267  | 252  | 245  |

| 1901 | 1906 | 1911 | 1921 | 1926 | 1931 | 1936 | 1946 | 1954 |
| ---- | ---- | ---- | ---- | ---- | ---- | ---- | ---- | ---- |
| 251  | 242  | 250  | 258  | 298  | 307  | 306  | 313  | 324  |

| 1962 | 1968 | 1975 | 1982 | 1990 | 1999 | 2004 | 2006 | 2009 |
| ---- | ---- | ---- | ---- | ---- | ---- | ---- | ---- | ---- |
| 356  | 459  | 580  | 541  | 541  | 577  | 589  | 595  | 571  |

| 2014 | 2019 | 2022 | - | - | - | - | - | - |
| ---- | ---- | ---- | - | - | - | - | - | - |
| 568  | 589  | 597  | - | - | - | - | - | - |

## Lieux et monuments
- L'église Saint-Martin : construite en 1779, elle possède un clocher comtois et un vitrail rare qui représente le visage de chaque villageois décédé lors de la première guerre mondiale (il existe très peu de réalisations similaires en France).
- La reculée de vers Cul originale par sa forme très symétrique et sa grande largeur de 1400 mètres.
- Le belvédère du Bénédegand qui embrasse un large paysage : forêt de la Joux, ville de Champagnole et le mont Rivel, les villages de Cize et de Ney, la reculée de Vers Cul.

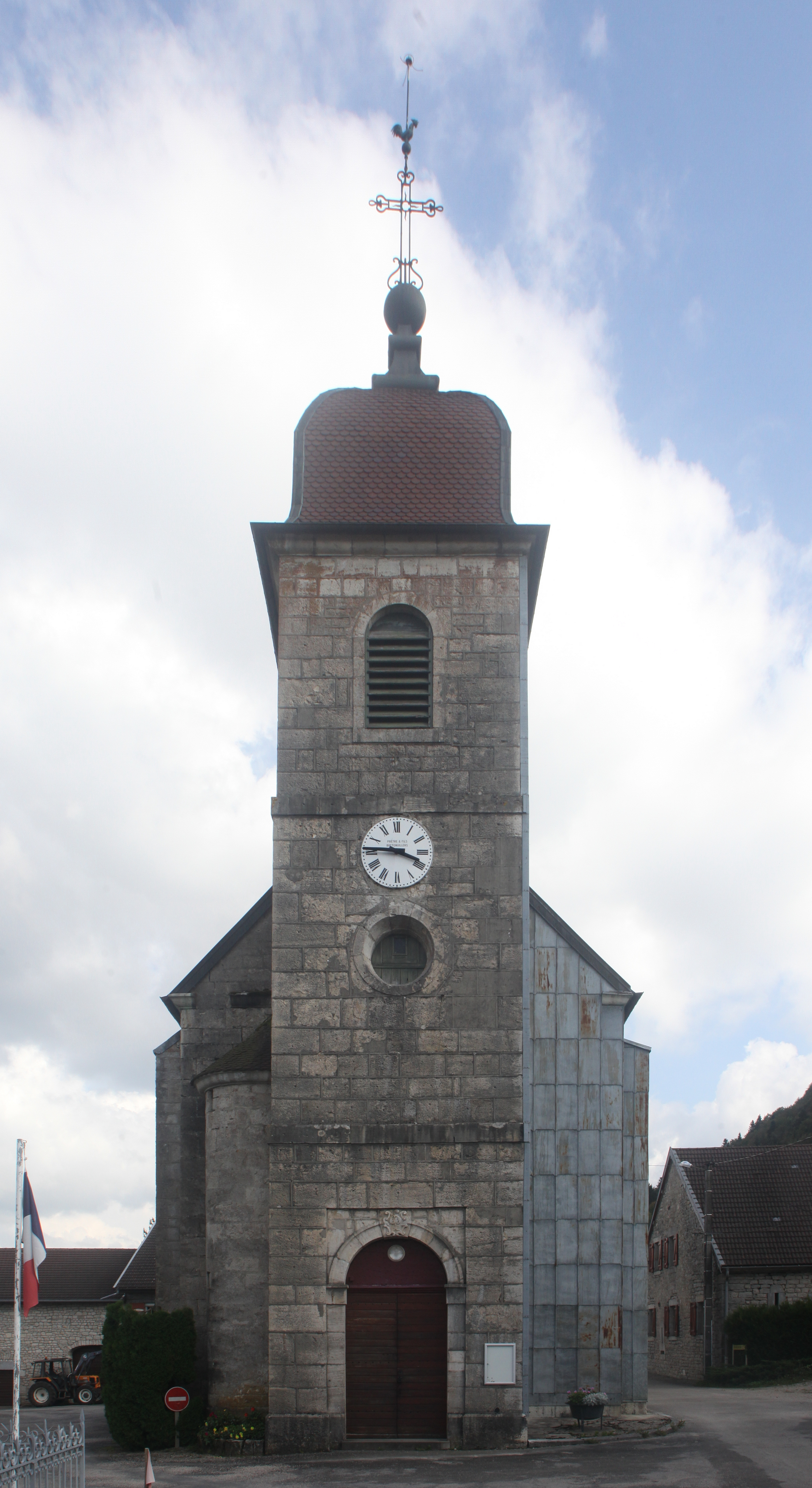
Église.
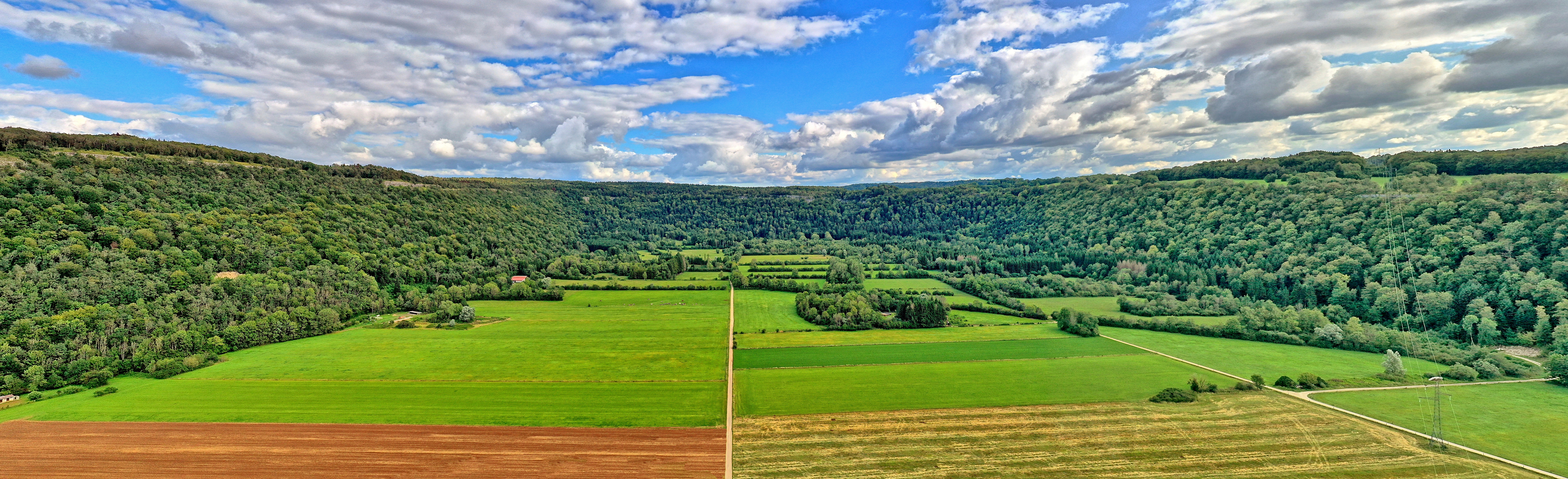
La reculée de Vers Cul.
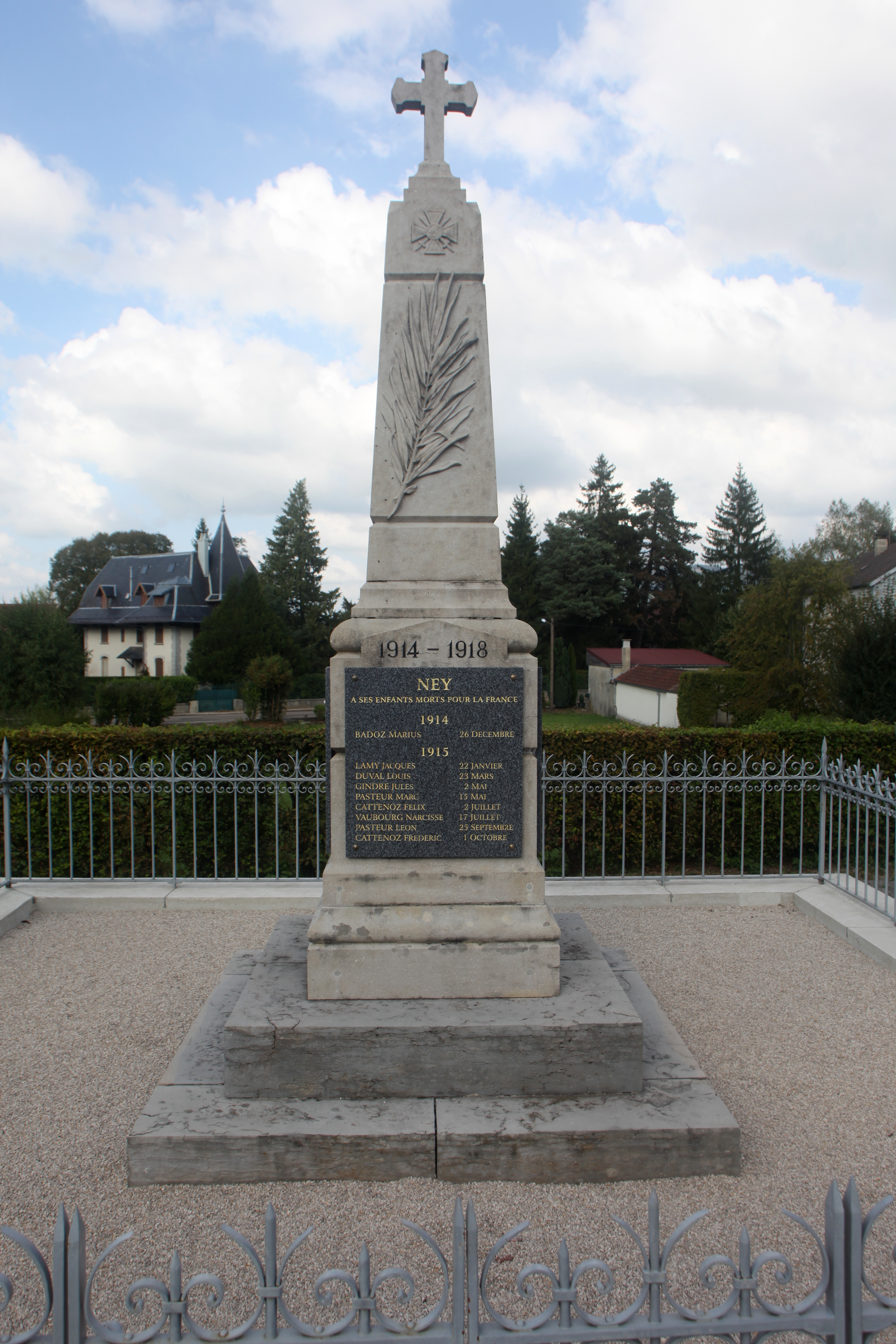
Monument aux morts.

## Personnalités liées à la commune
- László Bodrogi, cycliste hongrois
- Claude Auguste Lamy , chimiste français né à Ney, ami de Louis Pasteur. S'est distingué notamment en isolant le Thallium métallique
- Claude Bourgeois, maire de la commune (2e mandat)